# Суайо (кантон)
Суайо́ (фр. Soyaux) — кантон во Франции, находится в регионе Пуату — Шаранта, департамент Шаранта. Входит в состав округа Ангулем.
Код INSEE кантона — 1632. Всего в кантон Суайо входят 5 коммун, из них главной коммуной является Суайо.
Население кантона на 2007 год составляло 15 088 человек.
Коммуны кантона:
- Буэ
- Вузан
- Гара
- Дирак
- Суайо